# Lợn Arapawa
Lợn Arapawa là một giống lợn hoang dã (Sus scrofa) được tìm thấy trên đảo Arapaoa ở vùng Marlborough Sounds, New Zealand. Mặc dù có những manh mối gợi ý rằng giống lợn này là hậu duệ của lợn được James Cook đưa đến khu vực này vào năm 1773 và 1777, chúng xuất phát từ Lợn Oxford Sandy và Lợn đen được mang đến đảo bởi các thợ săn cá voi của trạm cá voi Te Awaiti được thành lập năm 1827 bởi John Guard. Chúng được biết đã hiện diện ở trên đảo kể từ năm 1839. Năm 1998, bốn con lợn con được đưa ra khỏi đảo và từ đó đã sinh sản thành công.
Lợn Arapawa đã trở lại thành một loại lợn hoang dã khá nhiều lông và có bờm. So với lợn đảo Auckland, một giống lợn hoang đặc biệt khác xuất phát từ nhiều thế hệ cách ly, giống lợn Arapawa lớn hơn và có mũi và đuôi ngắn hơn. Tuy nhiên, so với lợn thuần chủng không thuần hóa, chúng nhỏ hơn, với tốc độ tăng trưởng chậm hơn. Chúng chủ yếu là màu cát hoặc màu nâu và cũng thường có các mảng màu đen. Những con lợn đực nặng từ 120 đến 180 kg và lợn nái nhẹ hơn, chỉ từ 80 đến 100 kg. Chúng có khuôn mặt và mõm dài, với đôi tai nhỏ, nhọn, chúng không có yếm thịt. Lợn đực thuộc giống này có một bộ phận hình khiên nặng. Da của chúng dày và cứng. Trong khi có tính cách rất cảnh giác, chúng không hung dữ.